# Celina
Celina ist ein weiblicher Vorname.

## Herkunft und Bedeutung
Für den Namen Celina kommen verschiedene Herleitungen in Frage:
- von lateinisch Caelinus[1] bzw. Caelina[2], was von caelum „Himmel“ abgeleitet wird[2][3][4]
- Kurzform von Marcelina[1] bzw. Marceline[2], der auf Marcellus zurückgeht[5]
- Variante von Selina[6]
- Kurzform von Asselina[7], der eine flämische Form von verkürzten zweigliedrigen germanischen Namen mit dem ersten Element ans- „Gott“, „Ase“ darstellt[8][9]
- Kurzform von Celestina (siehe Cölestina)[7]
- von lateinisch celare „verstecken“, „verbergen“[7]

## Verbreitung
Der Name Celina stieg in Deutschland Ende der 1980er Jahre in den Vornamenscharts auf. Von 1992 bis 2013 fand er sich in der Top-100 der Vornamenscharts. In diesem Zeitraum erreichte er zweimal die Top-20 (Rang 18, 1999; Rang 20, 2003). Seitdem verlor der Name immer weiter an Popularität und wird heute nur noch selten vergeben. Im Jahr 2023 stand er auf Rang 367 der Vornamenscharts. Am beliebtesten ist der Name in Norddeutschland.
In Österreich erreichte die Popularität des Namens Celina ihren Höhepunkt nach der Jahrtausendwende. Im Jahr 2002 belegte der Name mit Rang 37 seine höchste Platzierung in den Vornamenscharts. Bereits seit 1998 zählte er zu den 100 beliebtesten Mädchennamen. Erst im Jahr 2013 verließ er die Top-100 wieder. Im Jahr 2023 stand Celina auf Rang 286 der Vornamenscharts.
Der Name Celina zählte in Brasilien in den 1930er und 1940er Jahren zu den 100 beliebtesten Mädchennamen. Seine Popularität sank und in den 1980er und 1990er Jahren geriet er schließlich außer Mode. In den 2000er Jahren gewann er erneut leicht an Popularität, blieb jedoch sehr selten.
In Dänemark fand sich der Name von 2008 bis 2015 unter den 50 beliebtesten Mädchennamen des Landes. In Norwegen verfehlte Celina im Jahr 2002 die Top-50 der Vornamenscharts nur knapp (Rang 51). Von 2000 bis 2010 und im Jahr 2014 zählte er zu den 100 meistgewählten Mädchennamen des Landes.
Anfang des 20. Jahrhunderts war der Name Celina in Frankreich geläufig, zählte jedoch nicht zu den beliebtesten Mädchennamen. Im Jahr 1924 verließ er die Top-200 der Vornamenscharts und geriet schließlich außer Mode.
In Polen konnte Celina [t͡sɛ.ˈli.na] sich unter den 200 meistgewählten Mädchennamen etablieren. In den Jahren 2021 und 2023 zählte er zur Top-100 der Vornamenscharts.

## Varianten
Weibliche Varianten
- Deutsch: Celine, Selina
- Englisch: Celine, Selina
- Französisch: Céline, Célina

Männliche Varianten
- Italienisch: Celino
- Spanisch: Celino

## Namenstag
Die Namenstage von Celina werden an folgenden Tagen begangen:
- 4. August: nach Cecilia Cesarini
- 21. Oktober: nach Celina zu Meaux

## Bekannte Namensträger
Celina
- Celina (* 2000), deutsche Singer-Songwriterin und Popmusik-Künstlerin
- Celina del Amo (* 1972), deutsche Tierärztin
- Celina Ann (* 1991), österreichische Sängerin
- Celina Borko (* 2002), deutsche Synchronsprecherin
- Celina Borzęcka (1833–1913), Gründerin der Resurrektionistinnen
- Celina Bostic (* 1979), deutsche Soul- und Contemporary-R&B-Sängerin und Songwriterin
- Celina Budzyńska (1907–1993), polnische Politikerin, Mitglied des Sejm (PZPR)
- Celina Degen (* 2001), österreichische Fußballspielerin
- Celina González (1929–2015), kubanische Liedermacherin
- Celina Jade (* 1985), chinesisch-amerikanische Schauspielerin, Model und Sängerin
- Celina Jaitley (* 1981), indische Bollywood-Schauspielerin
- Celina Jesionowska (* 1933), polnische Leichtathletin
- Celina Leffler (* 1996), deutsche Leichtathletin
- Celina Lin (* 1982), chinesische Pokerspielerin
- Celina Martin (* 1997), kanadische Schauspielerin
- Celina Meißner (* 1998), deutsche Handballspielerin
- Celina Muza (* 1966), kaschubisch-polnische Sängerin und Schauspielerin
- Celina Rongen (* 1989), deutsche Schauspielerin
- Celina Seghi (1920–2022), italienische Skirennläuferin
- Celina Sinden (* 1987), britische Filmschauspielerin

Weiterer Vorname
- Kya-Celina Barucki (* 2004), deutsche Schauspielerin
- Anna-Celina Schmid (* 1997), deutsche Fußballspielerin

Célina
- Célina Hangl (* 1989), Schweizer Skirennfahrerin